# 王國之心系列角色列表
以下是王國之心系列的角色列表。

## 原創角色

### 命運小島的角色、娜米妮
索拉
索拉（Sora）= そら（空）= 天空
索拉（Sora），是王國之心主系列的大部分主角，洛克薩斯的本體。索拉原本與朋友住於命運小島，但因無心者毀滅命運小島和獲得鑰刃而四處旅遊。後來與唐老鴨及高飛合作。最後他在1代打敗安森並關上了王國之心大門，為世界換得了和平。但仍為了尋找國王與里克而繼續上路。
武器：鑰刃
里克
利庫（Riku）= りく（陸）= 陸地
里克（Riku）， 是索拉的童年好友，也是1代、CoM和3D的影子主角。
武器：劍/鑰刃
在《王國之心》時，他是15歲。他總是對未知的事物存有很强的好奇心，不知是什麼時候他開始對一直以來居住的這個渺小，封閉的世界有疑问，並打算與索拉和凱莉做木筏向島外邊出發。但由於里克的執念，引來了無心者安森來到命運小島，令命運小島被毀，在命運小島被毀滅時，里克為了拯救凱莉而選擇了黑暗力量，身體為安森佔據。里克在外面的世界由於希望拯救凱莉，多次協助迪士尼反派角色的行動，奪走七公主，與索拉為敵，後來二人矛盾越來越深，里克也越來越自責自己毀了命運小島。在虛空城中，奪走了索拉的鑰刃，後來索拉奪回，戰勝了里克，並在里克幫助下，眾人逃離虛空城。最後安森被王國之心打敗，里克為了關上黑暗之門，與國王留在門的另一側（黑暗世界）。
在《王國之心 記憶之鏈》，里克被神秘人迪茲（DiZ）喚醒，進人忘卻之城地下。後來維克森（Vexen）造出複製人里克，里克與他交戰多次。後來里克成功找到索拉，並與心中的安森決鬥。最後決定守護沉睡的索拉而走「黎明之路」。
在《王国之心 II》的結局與索拉打敗XIII機關首領—傑姆那斯（Xemnas），最後進入黑暗世界，找到凱莉的瓶中信，打開光之扉，與索拉回到命運小島。
凱莉
凱莉（Kairi）= かいり（浬）= 大海
武器：鑰刃
凱莉（Kairi），1代的女主角，是光之世界的七公主之一，她小時候住於虛空城，期間被安森（Ansem）為研究送到海的另一邊，即命運小島，所以在王國之心故事開始時則住在命運小島。在命運小島避免心被黑暗吞噬把自己的心寄存於索拉心中。後來於索拉解放自己的心時被喚醒，然後找到索拉的無心者並將他恢復原狀。最後於索拉打敗安森並換得了和平後回到命運小島，等待朋友的回歸。
於《王國之心 記億之鍊》時失去對索拉的記憶。
於《王國之心II》時和洛克薩斯心靈上得到連結，並寫了一封瓶中信給索拉。之後被XIII機關帶走作人質。在不存在的世界重遇索拉和里克，最後回到命運小島。而索拉等人最後亦用那封瓶中信從黑暗世界開啟光之門回到命運小島
凱莉於《王國之心II》能使用鑰刃Destiny's Embrace ，主要原因是在王國之心 夢中降生時於光輝庭院意外從大師．亞克雅中繼承了鑰刃的使用權。
娜米妮
娜米妮（Naminé）= ナミネ（波音）= 海浪的聲音
娜米妮（Naminé），是凱莉的無形者，命運小島毀滅期間，凱莉害怕自己的心被黑暗侵蝕，把自己的心埋在索拉體內，由此產生出娜米妮，由於凱莉是純粹光之心的七公主，所以不可能會無心（暗之具現化），肉體和靈魂也不會離開光之世界，由於失去肉體元素的娜米妮，是只有靈魂存在於光之世界的無形者，所以極為不穩定，也因此擁有操縱他人記憶的能力，但「他人」只是包括索拉和與索拉的心相連的心的人。
武器：影響他人記憶

### XIII機關
洛克薩斯
洛克薩斯（Roxas）=SORA+X=ROXAS
《王國之心358/2 DAYS》的主角，是索拉的無形者，曾加入XIII機關，後為尋找身世和找回希恩（Xion），背叛機關，後被迪茲（DiZ）指引的里克打败，然后被迪茲消除記憶後放在模擬的黄昏镇，最終讓他們二人融合，索拉在2代蘇醒。属性：光，最後在2代FM在心像世界決鬥時被索拉打敗。洛克薩斯（Roxas）是由Sora四字重組再在中間加上X字。
武器：鑰刃
亞克賽爾
亞克賽爾（Axel），《王國之心358/2 DAYS》重要角色之一，在王國之心多個系列也曾出現，XIII機關成員No.8炎之烈风，在機關內負責培養新人和消滅背叛，在《王國之心 記憶之鏈》首次出現，為得到NO.11馬路夏的信任，殺了NO.4 維克森，後來又利用了索拉和娜米妮消滅馬路夏。亞克賽爾和洛克薩斯是機關中的好友，後來與希恩也成為好友，由於二人的背叛和機關的目的違背，令他非常矛盾，後來為了不讓洛克薩斯消失，在2代不停阻撓賢者安森恢復索拉記憶，入侵模擬黃昏鎮，最終失敗。在2代後期，為索拉打開通往XIII機關基地的路，用盡力量消失。但在王国之心3D:梦降深处里复活并且在结局中可以使用鑰刃
属性：炎。
武器：火輪/鑰刃（3D結局時使用）
希恩
希恩（Xion）=NO.I+X=XIOＮ
希恩（Xion），是《王國之心358/2 DAYS》的另一位主角，為XIII機關No.14成員，最新加入機關的女性成員，與洛克薩斯有深厚的友情，在失去鍵匙刃時，得到洛克薩斯幫助，後來發現自己是XIII機關成員—維克森（Vexen）的複製人NO.I，是由索拉對凱莉的記憶碎片組成的複製人，並一直吸收著洛克薩斯體內的索拉記憶碎片，與洛克薩斯的能力是天秤關係，希恩能力增強，洛克薩斯就會減弱，最終在吸收快完成的時候，變成索拉的模樣，並由XIII機關的機器影響，變成怪物，後被洛克薩斯殺掉，由於將碎片還回洛克薩斯，自己的存在也失去了，所以之後所有人（除手持鍵匙刃「往昔的回憶」能記起希恩的名字或約定的洛克薩斯），都忘記了XION這一個存在。
屬性：光
武器：鑰刃

### 起程之地的角色
泰拉
泰拉（Terra）拉丁語詞彙，代表大地
泰拉（Terra），《王國之心 夢中降生》主角之一，是菲恩圖斯和亞克雅的好友，把艾拉庫斯大師當作父親，但性格過於耿直，且於鍵刃大師資格試驗中未能通過，並被艾拉庫斯指出不能控制心中的黑暗，則賽亞諾特私下對泰拉指引「不要消滅心中的黑暗，而是要掌控它」，後在光輝庭院(後為本傳的虛空城)發現亞克雅因艾拉庫斯的命令而監視著自己是否接近黑暗，而認為自己被懷疑且不再被相信且被賽亞諾特的花言巧語給欺騙，而接近了黑暗。在夢中降生結局，賽亞諾特（Xeahnort）奪取泰拉的身體來取代自己的年老身體當作容器被最終墮入黑暗，正當奪走泰拉身體的賽亞諾特要離開時，泰拉為了阻止賽亞諾特的計畫並保護菲恩及亞克雅，在自己的鎧甲上留下了思念，泰拉的思念與賽亞諾特對決並打倒賽亞諾特後，也跟著在鍵刃墓地沉睡了。
泰拉的思念後來成為二代的隱藏BOSS，遇見索拉後看到索拉召喚出鍵刃準備戰鬥的姿態，思念大聲怒喊著賽亞諾特的名字後並起身與索拉戰鬥。
武器：鑰刃
菲恩圖斯
菲恩圖斯（Ventus），拉丁語詞彙，代表風
《王國之心 夢中降生》主角之一，簡稱“菲恩”，在三人之中年紀最小，總是對各種各樣的東西充滿着興趣。後追隨著泰拉的腳步，第二個到達外面世界的人。
夢中降生故事後期，菲恩圖斯在心像世界擊敗了黑暗的心(瓦尼塔斯)，但這也造成χ鑰刃毀滅，他的心也消失在自己的心像世界，索拉將他的心寄存於自己身上，而身體被亞克雅放置在起程之地中(現在的忘卻之城)。
武器：鑰刃
亞克雅
亞克雅（Aqua）拉丁語詞彙，代表水
《王國之心 夢中降生》主角之一，接受艾拉庫斯觀察泰拉的使命，是一位女性鍵刃大師（KeybladeMaster）， 最後一個到達外面世界的人，在夢中降生結局，將χ鑰刃破壞後帶著失去心的菲恩圖斯回到起程之地，利用艾拉庫斯大師的鍵刃把起程之地改變成忘卻之城，用以保護菲恩圖斯的身體。在光輝庭院再次遇上跟泰拉，為了救他而墜入了暗的世界，而自己的鎧甲和鍵刃和泰拉一起送回光輝庭院。在《王國之心II》的XIII機關事件後在黑暗世界遇上智者安森（Ansem），並從他口中得知索拉的故事。
武器：鑰刃
艾拉庫斯大師（マスター・エラクゥス，Master Eraqus）

### 黎明鎮的角色

#### 大導師及其弟子
大導師（マスター・オブ・マスター，Master of Masters，聲：杉田智和）
預言者們的師傅，將預言書交給了他們。言行舉止著實古怪，誰都不清楚他究竟在思考些什麼。
伊拉（イラ，Ira，聲：梅原裕一郎）
大導師的弟子，獨角獸·陣營的領袖。
堅實地推進事務的類型，有時太過一本正經而不懂得理解氛圍。
因維（インヴィ，Invi，聲：花澤香菜）
大導師的弟子，銀蛇·陣營的領袖。
心氣很高的人士，深受大導師的信賴。
阿塞特（アセッド，Aced，聲：木村昂）
大導師的弟子，棕熊·陣營的領袖。
對力量很執著，為了貫徹自己的正義，也有過暴走的時候。
艾娃（アヴァ，Ava，聲：宮本侑芽）
大導師的弟子，黃狐·陣營的領袖。
與一般的鑰刃使用者的年齡相仿，可以像朋友一樣相處。
古拉（グウラ，Gula，聲：石川界人）
大導師的弟子，金豹·陣營的領袖。
個人主義比較強，缺少一定的伙伴意識，時不時會見到他冷澈的一面。
路修（ルシュ，Luxu，聲：津田健次郎）
大導師的弟子，唯一一個沒能獲得預言書和組成陣營的弟子。

#### 蒲公英
作為繼承陣營的意志的團體，在鑰刃大戰後開始行動。
艾菲莫（エフェメラ，Ephemer，聲：上村祐翔）
玩家在黎明鎮的朋友，同樣是鑰刃使用者，後在Union X中成為領袖的繼承者。
詩蔻蒂（スクルド，Skuld）
為了尋找艾菲莫而到來玩家的身邊，後成為朋友，並在Union X中成為領袖的繼承者。
菲恩圖斯（ヴェントゥス，Ventus）
Union X開始登場的人物，作為領袖的繼承者，
和《王國之心 夢中降生》的菲恩圖斯似乎有些關係。
布萊克（Brain）
Union X開始登場的人物，作為領袖的繼承者。
拉利亞姆(Rariamu,ラーリアム )
Union X開始登場的人物，作為領袖的繼承者。
斯翠蕾西婭（Strelitzia）
Union Cross開始登場的人物。
艾爾雷娜(Elrena,エルレナ)
西格魯德(Sigurd,シグルド)

### 其他敵人
無心者

無心者（Heartless），是王國之心系列的主要敵人。
從很久以前就一直存在於各個世界，所有生命（包括星）被奪去心後，心中的暗會具現化，形成無心者，而心則會陷入暗之世界。各種無心者也有不同形態、能力、技術、裝備、生命等。
無心者是一種沒有心的“生物”，根據安森的报告（Ansem's Report），它們只會按照本能行動---即奪取其他生物的心，而它們的最终目的是奪取星的心。
遊戲中有兩種無心者，一種是脆弱的心被自己的“暗”吞沒生成的無心者，另外一種是人工制造出的無心者(身上有“無心”標誌，遊戲中稱作“emblem”，纹章)。但是即使是人工造出的無心者，他們也不会服從任何命令。沒有心的生命只能順從自己的本能行動。
但是有一種例外，即假如生物按照自己的意願捨棄了肉體和靈魂，那麼這個生物即使變成無心者，他的意识還會保留著。
暗之探求者安森（闇の探求者アンセム, Ansem, Seeker of Darkness）
里克複制人（リク=レプリカ，Riku Replica）
XIII機關
- 傑姆那斯（Xemnas） No.1[6]
  - 虛無的支配者
  - XIII機關中最強的成員，亦是機關的領導人。最少顯露真面目。他是智者安森（Ansem the Wise）的大徒弟賽亞諾特（Xehanort）捨棄心後形成的無形者。他的名字是將老師名字加上X形成，平時說話及動作非常誇張，只是為了表現出感情而故意做出來。而大弟子賽亞諾特則是泰拉（Terra）的肉體和賽亞諾特大師的心的合成的。
  - 屬性：無
  - 武器：虛無之劍
- 席格巴爾（Xigbar） No.2
  - 魔彈的射手
  - 機關中有敏銳的觀察力。天生喜歡戰鬥，性格冷血，性格非常輕浮。戰鬥時，絲毫不會手下留情。原名布萊格（Braig）。機關初期成員，擁有自由穿越空間的力量，獨眼和傷痕是他的特徵，他還經常監視其他成員。
  - 屬性：空間
  - 武器：雙槍
- 薩爾丁（Xaldin） No.3
  - 旋風的六槍
  - 擁有旋風六槍，操控風的機關成員。原名迪蘭（Dilan）。機關初期成員，擁有操縱狂風的能力，不僅戰鬥力強，口才也非常出色，能夠用斷定的口氣追探對方心底，並扭曲他人的內心。
  - 屬性：風
  - 武器：6枝雙頭長矛
- 維克森（Vexen） No.4 
  - 冰凍的學士
  - 一名科學家，通過實驗體的資料來製造複製品，對研究有興趣。原名伊文（Even）。機關初期成員，擁有控制冰的力量，他經常通過巨盾來收集敵人的數據，對機關內部順位很看重，經常擺出前輩的架子和前輩的口吻來說話。
  - 屬性：冰
  - 武器：藍盾
- 雷克賽斯（Lexaeus）No.5
  - 寂靜的豪傑
  - 組織的忠實成員，武力解決的人。原名艾雷伍斯（Elaeus）。機關初期成員，擁有控制土的力量，他非常嚴肅，很少說話，以行動來表達自己的意思，但做事卻非常沉著冷靜，會冷靜的觀察和分析事態。
  - 屬性：土
  - 武器：鋼斧
- 傑克西恩（Zexion）No.6
  - 影之策士
  - 孤僻的成員。原名言佐（Ienzo）。機關初期成員，擁有控制幻象的力量，他是一位頭腦清晰的策士，為了策略成功不惜犧牲和利用自己的同伴，甚至可以迷惑敵人自己滅亡。
  - 屬性：幻
  - 武器：魔法書
- 賽克斯（Saix、歐美：Saïx） No.7
  - 月舞之魔人
  - 沉默寡言，力量強大，雙重性格的人。原名 艾薩（Isa）。在機關裡擔任到官，負責委派任務和分派工作，他身上看不到有任何感情的表情，非常熟悉傷害人心的方法。他能夠吸收月亮光輝並爆發出驚人的力量。
  - 屬性：月
  - 武器：大劍
- 亞克賽爾（Axel） No.8
  - 炎之烈風
  - 機關中最開朗的成員，與洛克薩斯、希恩是朋友，是王國之心 358/2天中主要角色之一。原名里亞（Lea）。在機關裡負責培養新人和處決背叛者。能夠控制火的力量，使用飛輪作攻擊，看起來非常隨便，雖然沒有心，但與洛克薩斯、希恩在一起時，感到了快樂。
  - 屬性：炎
  - 武器：火輪
- 迪米克斯（Demyx） No.9
  - 小夜曲的旋律
  - 性格輕佻的結他手。組織中最弱的成員。能夠使用結他來控制水的力量，平常非常懶散，即使在任務中也不會認真，但這些只是為了給人留下不稱定印象的表現而已。
  - 屬性：水
  - 武器：錫塔爾琴
- 路克梭德（Luxord） No.10
  - 命運的賭徒
  - 戰略家和賭徒，認為策略像遊戲。喜歡打牌的成員。擁有控制時間的力量，平常給人一種紳子的感覺，但其實只是個任何事都靠賭的賭徒，能够制作出特有的賭上性命的戰鬥舞台，很容易就會落入他的陷阱。
  - 屬性：時
  - 武器：撲克牌
- 馬路夏（Marluxia） No.11
  - 優雅的凶刀
  - 野心家。機關的新人，忘卻之城的負責人，實力非常強勁，戰鬥時也是揮舞著鐮刀，控制花之力進行優雅且凶險的攻擊。
  - 屬性：花
  - 武器：鐮刀
- 拉克希妮（Larxene） No.12
  - 非情的妖姬
  - 第一位女性成員，冷酷無情。擁有控制雷的能力，與馬爾夏一起負責管理忘卻之城，性格過度自信，以居高臨下的態度對待他人，以傷害他人為樂，經常以匕首配合雷電高速的攻擊。
  - 屬性：雷
  - 武器：匕首
- 洛克薩斯（Roxas） No.13
  - 邂逅之鍵
  - 索拉變成無心者時，在黃昏鎮產生的無形者。由於他繼承了索拉的能力，所以他成為XⅢ機關中唯一被鑰刃選中的人。新加入機關的成員，握有鑰刃，是王國之心358/2天中主要角色之一，後來因對自身的存在感到懷疑和找回希恩而離開機關。
  - 屬性：光（暗）
  - 武器：鑰刃
- 希恩（Xion） No.14
  - 最新加入機關的女性成員，為第14位成員，握有鑰刃，是王國之心358/2天中主要角色之一，後來發現自己的身世決定順從XIII機關目的，變成怪物後被洛克薩斯殺掉。
  - 屬性：光
  - 武器：鑰刃

泰拉=賽亞諾特（テラ＝ゼアノート,Terra-Xehanort）
賽亞諾特
賽亞諾特（Xehanort）名字是「No Heart + X」或「Another + X」的變位詞。
故事後期的重要反派。被伊恩西德稱為最懂得使用鑰刃的人。王國之心夢中降生時期，為找尋肉體和製作χ鑰刃，離間和利用三位夢中降生的主角，他透過純粹的光和純粹的暗互相平衡和合體，再次組成χ鑰刃，召喚出古代完整的王國之心。最終由三位主角破壞此計劃，但他也得到泰拉（Terra）的身體，變成泰拉-賽亞諾特（Terra=Xehanort; Terranort）。
武器：鑰刃
瓦尼塔斯
瓦尼塔斯（Vanitas） = 即拉丁文的空，這個「空」字意指虛空
《王國之心 夢中降生》的蒙面人，穿著與《王國之心 記憶之鏈》中複製人里克一樣的緊身衣，在啟程之地引誘菲恩圖斯去尋找泰拉，由此令菲恩圖斯到外面的世界，他不停阻礙夢中降生三個角色的行動，並加以分離他們。到後來知道他是菲恩圖斯心中黑暗面分裂出來，並且是UNVERSED（無知者）的創造者。之後強行與菲恩圖斯合體，組成χ鑰刃，但在心像世界敗給了菲恩圖斯，在外面敗給了亞克雅，終分裂消散。
武器：鑰刃
年輕賽亞諾特（ヤング・ゼアノート，Young Xehanort）
闇（Darkness）

### 其他角色
賢者安森（賢者アンセム，Ansem the Wise） / ディズ（DiZ）
凱莉的祖母（カイリの祖母，Kairi's Grandma）
海涅（ハイネ，Hayner）
熱血少年
平茨（ピンツ，Pence）
喜歡探索不可思議現象的少年
奧蕾特（オレット，Olette）
少女
ギガース（Gigas）
悠佐拉（ヨゾラ，Yozora）
無名星（ネームレス・スター，The Nameless Star）
被験者X（Subject X）

## 最終幻想系列
莫古（モーグリ，Moogle）

### 最終幻想VI
薩查セ（ッツァー，Setzer）

### 最終幻想VII
古蘭特（Cloud）
蒂法（Tifa）
尤菲（Yuffie）
希德（Cid）
艾莉絲
札克斯（Zack）
錫菲羅斯（Sephiroth）

### 最終幻想VIII
里昂（Leon）
少年
索菲亞（Selphie）
賽法（Seifer）
雷神（Rai）
風神（Fuu）

### 最終幻想IX
比比（Vivi）

### 最終幻想X
提達（Tidus）
瓦卡（Wakka）
奧隆（Auron）

### 最終幻想X-2
優娜（Yuna）
琉克（Rikku）
派茵（Paine）

## 這個美妙的世界
音操（Neku）
約書亞（Joshua）
四季（Shiki）
比特（Beat）
來夢（Rhyme）

## 主要登場角色
米奇國王（King Mickey）
即米奇老鼠
為消滅無心者而四出旅行
武器：鑰刃
唐老鴨（Donald Duck）
與索拉共同冒險和消滅無心者
武器：魔法棒
高飛（Goofy）
與索拉共同冒險和消滅無心者
武器：盾
布魯托（Pluto）
國王的狗
皮特（Pete）
汽船威利號的船長

## 主要迪士尼角色
米妮王后（Queen Minnie）
即米妮老鼠
等待國王歸來
武器：魔法
黛絲鴨（Daisy Duck）
奇奇與蒂蒂（Chip 'n Dale）
輝夷、杜夷同路夷（Huey, Dewey and Louie）
史高治·麦克老鸭（Scrooge McDuck）
贺瑞斯马（Horace Horsecollar）
克拉贝尔牛（Clarabelle Cow）
咯咯雞（Clara Cluck）
祖利奧斯（Julius）

## 白雪公主
白雪公主
比王后還美麗的人
王子（Prince）
七矮人
暫時收留白雪公主的小矮人
皇后（Queen）
魔鏡（Magic Mirror）

## 木偶奇遇记
吉米尼蟋蟀（Jiminy Cricket）
皮诺丘（Pinocchio）
會說話、會動的木偶。
盖皮多先生（Geppetto）
克罗（Cleo）
蒙斯特羅（Monstro）
藍仙子（The Blue Fairy）

## 幻想曲
伊恩·西德（Yen Sid）
帚（The Brooms）
幻想魔神（Chernabog）
惡靈

## 小飛象
小飛象（Dumbo）

## 小鹿斑比
斑比（Bambi）

## 仙履奇緣
神仙教母（Fairy Godmother）
仙度瑞拉（Cinderella）
灰姑娘
白馬王子（Prince Charming）
傑克（Jaq）
崔梅恩夫人、安泰西亞、	崔西里亞（Lady Tremaine、Anastasia、Drizella）
大公（Grand Duke）
魯西法（Lucifer）

## 愛麗絲夢遊仙境
愛麗絲 (愛麗絲夢遊仙境)（Alice）
白兔 (愛麗絲夢遊仙境)（White Rabbit）
紅心王后（Queen of Hearts）
門把（Doorknob）
柴郡貓（Cheshire Cat）
瘋帽客 (愛麗絲夢遊仙境)與三月兔 (愛麗絲夢遊仙境)（Mad Hatter & March Hare）
撲克牌士兵 / スペードのトランプ兵

## 小飛俠
彼得潘（Peter Pan）
永遠長不大的人
小叮噹（Tinker Bell）
溫蒂（Wendy）
失落的男孩（Foxy & Cubby）
虎克船長（Captain Hook）
彼得潘的死對頭
史密（Smee）
鱷魚滴答（Crocodile）

## 小姐與流氓
長雲與麗滴（Tramp & Lady）

## 睡美人
Maleficent（Maleficent）
愛羅拉公主（Aurora）
愛羅拉
菲利普王子（Phillip）
仙子們（Flora、Fauna、Merryweather）
迪亞布羅（Diablo）
梅尔菲森特的僕人（Maleficent's Lackeys）

## 101忠狗
彭哥與白佩蒂（Pongo & Perdita）
小狗們

## 石中劍
梅林（Merlin）
魔法師

## 小熊維尼
小熊維尼（Pooh）
愛吃蜜糖的熊
小豬（Piglet）
跳跳虎（Tigger）
瑞比（Rabbit）
谷弗（Gopher）
貓頭鷹（Owl）
屹耳（Eeyore）
袋鼠媽媽（Kanga）
小荳（Roo）
嘟嘟（Lumpy）

## 電子世界爭霸戰
創（Tron）
試圖瓦解薩克司令官的野心
薩克（Commander Sark）
中央控制程式（Master Control Program，簡稱MCP）

## 創：光速戰記
森姆·費林（Sam Flynn）
費奇雲（Kevin Flynn）
戈娜（Quorra）
規律（CLU）
守衛A、守衛B（Guard A、Guard B）
林斯勒（Rinzler）

## 小美人魚
愛莉兒（Ariel）
美人魚
賽巴斯丁（Sebastian）
螃蟹
小胖（Flounder）
謝登國王（King Triton）
烏蘇拉（Ursula）
阿科與阿積（Flotsam & Jetsam）
鯊魚（Shark）
艾力王子（Eric）
薇妮絲（Vanessa）

## 美女與野獸
野獸（Beast）
城堡的主人
貝兒（Belle）
試圖馴服野獸的少女
盧米亞（Lumière）
葛士華（Cogsworth）
茶煲太太與阿齊（Mrs. Potts & Chip）
衣櫃夫人(Wardrobe)
加斯頓（Gaston）

## 阿拉丁
阿拉丁（Aladdin）
阿格拉巴王子
茉莉（Jasmine）
精靈（Genie）
阿布（Abu）
賈方（Jafar）
艾格（Iago）
老虎（Tiger Head）
商人（Peddler）

## 怪誕城之夜
南瓜王阿Jack（Jack Skellington）
骷髏紳士
莎莉（Sally）
零零（Zero）
怪博士（Dr. Finkelstein）
市長（Mayor）
聖誕老人（Santa Claus）
烏基布基（Oogie Boogie）
鎖頭、驚嚇、桶裝（Lock、Shock、Barrel）
馴鹿（Reindeer）

## 獅子王
辛巴（Simba）
獅子王木法沙的兒子
娜娜（Nala）
丁滿(Timon)
彭彭(Pumbaa)
木法沙 (Mufasa)
拉飛奇(Rafiki)
刀疤（Scar）
辛巴的叔叔兼死對頭
桑琪、斑仔、艾德（Shenzi、Banzai and Ed）

## 反斗奇兵
胡迪警长（Woody）
巴斯光年（Buzz Lightyear）
抱抱龍（Rex）
火腿（Hamm）
玩具士兵（Green Army Men）
小綠人（Aliens）

## 鐘樓駝俠
卡西莫多（Quasimodo）
敲響鐘樓的人
愛絲梅拉達（Esmeralda）
吉卜賽少女
費比斯隊長（Phoebus）
雨果、韋多與娜芬（Hugo、Victor and Laverne）
克勞德·孚羅洛法官（Claude Frollo）

## 大力士
担当声優は、ディズニーのアトラクションでの配役に準拠。
海格力斯（Hercules）
奧林帕斯鬥技場的冠軍
蜜格拉（Megara）
阿菲（Phil）
宙斯（Zeus）
珀伽索斯（Pegasus）
凱帝斯（Hades）
冥界統治者
痛苦與慌張（Pain & Panic）
刻耳柏洛斯（Cerberus）
岩石泰坦（Rock Titan）
冰泰坦（Ice Titan）
熔岩泰坦（Lava Titan）
風泰坦（Tornado Titan）
冰之巨龍（Ice Colossus）
九頭蛇（Hydra）

## 花木蘭
花木蘭（Mulan）
代父從軍的少女
木龍（Mushu）
木蘭的伙伴
李翔少尉（Shang）
將軍
阿堯、阿寧、金寶（Yao、Ling、Chien Po）
皇帝（Emperor）
單于（Shan Yu）

## 泰山
泰山（Tarzan）
深密叢林的野人
布珍妮（Jane）
哥查（Kerchak）
托托（Terk）
克雷頓（Clayton）
探險隊隊長
（Sabor）

## 怪獸公司
蘇利雲（Sulley）
米高（Mike）
布（Boo）
蘭道（Randall）
兒童探測局（CDA）

## 星際寶貝
史迪奇 （Stitch） / 實驗品626号（Experiment 626）
外星人
強霸博士（Dr.Jumba）
鋼圖艦長（Gantu）
史巴基（Sparky） / 實驗品221号（Experiment 221）
議長（Grand Councilwoman）

## 神鬼奇航
杰克·斯派罗船长（Jack Sparrow）
黑珍珠號的船長
威尔·特纳（Will Turner）
伊丽莎白·斯旺（Elizabeth Swann）
哈克特·巴博沙船长（Hector Barbossa）
受到詛咒的海盜
夏米·吉布斯（Joshamee Gibbs）
庫特勒·貝加勳爵（Cutler Beckett）
蒂婭·達爾瑪（Tia Dalma）
鬼船長（Davy Jones）

## 西班牙三紳士
庀兄弟S、庀兄弟M、庀兄弟L（Beagle Boy S、Beagle Boy M、Beagle Boy L）

## 四眼天雞
四眼天雞（Chicken Little）

## 料理鼠王
味王（Remy）

## 魔髮奇緣
樂佩公主（Rapunzel）
尤金·費茲柏特「費林雷德」（Flynn Rider）
葛索媽媽（Gothel）
巴斯高（Pascal）
麥斯姆（Maximus）

## 無敵破壞王
無敵破壞王雷夫（Wreck-It Ralph）

## 冰雪奇缘
艾莎（Elsa）
安娜（Anna）
基斯托夫（Kristoff）
小斯（Sven）
雪宝（Olaf）
棉花糖（Marshmallow）
漢斯（Hans）

## 大英雄天團
大白（Baymax）
阿廣（Hiro Hamada）
費吉拉（Fred）
蛋葆（Go Go）
芥末（Wasabi）
哈妮蕾夢（Honey Lemon）
黑暗大白（Dark Baymax）
1. ↑  Square Co., Ltd. . Square Co., Ltd. 2002.
2. ↑  Square. . PlayStation 2. Square Electronic Arts. 2002-11-15. King Mickey's Note: Donald, Sorry to rush off without sayin’ goodbye, but there’s big trouble brewin’. Not sure why, but the stars have been blinkin’ out, one by one. And that means disaster can’t be far behind. I hate to leave you all but I’ve gotta go check into it. There’s someone with a “key”—the key to our survival. So I need you and Goofy to find him, and stick with him. Got it? We need that key or we’re doomed! So go to Traverse Town and find Leon. He’ll point you in the right direction. P.S. Would ya apologize to Minnie for me? Thanks, pal.
3. ↑  .   [2012-03-14]. （原始内容存档于2013-09-20）.
4. ↑  .   [2015-08-08]. （原始内容存档于2009-11-02）.
5. ↑  .   [2012-03-14]. （原始内容存档于2013-09-20）.
6. ↑  .   [2011-12-04]. （原始内容存档于2013-09-20）.